# Ernest Tralbaut
Ernest Tralbaut fue un deportista belga que compitió en remo. Ganó seis medallas en el Campeonato Europeo de Remo entre los años 1903 y 1905.

## Palmarés internacional
| Campeonato Europeo | Campeonato Europeo | Campeonato Europeo | Campeonato Europeo |
| Año                | Lugar              | Medalla            | Prueba             |
| ------------------ | ------------------ | ------------------ | ------------------ |
| 1903               | Venecia (Italia)   | Medalla de oro     | Cuatro con timonel |
| 1903               | Venecia (Italia)   | Medalla de oro     | Ocho con timonel   |
| 1904               | París (Francia)    | Medalla de oro     | Cuatro con timonel |
| 1904               | París (Francia)    | Medalla de oro     | Ocho con timonel   |
| 1905               | Gante (Bélgica)    | Medalla de oro     | Cuatro con timonel |
| 1905               | Gante (Bélgica)    | Medalla de plata   | Ocho con timonel   |